# Automobil- und Motorrad-Chronik
Die Automobil- und Motorrad-Chronik (ISSN 0171-8428) war ein Oldtimer-Magazin, das von 1972 bis 1985 herausgegeben wurde.
Im Januar 1972 erschien die erste Ausgabe unter dem Namen Automobil Chronik, geleitet von Erwin Tragatsch. In den ersten Monaten wurde die Zeitschrift vom Automuseum Nettelstedt herausgegeben. Von August bis Dezember 1972 war die eigens gegründete Automobil Chronik Verlags & Vertriebs GmbH & Co KG Herausgeber des Magazins.
Der bald schon einsteigende Halwart Schrader prägte die Zeitschrift über weite Strecken. Ab Januar 1973 erschien das Heft als Automobil und Motorrad Chronik im Verlag Schrader & Partner. Mit Ausgabe 10/1983 wurde der Name in Automobil und Motorrad (ISSN 0176-2176) geändert, die Zeitschrift erschien nun in der BLV Verlagsgesellschaft mbH und ging 1985 in Motor Klassik auf.
Die Automobil- und Motorrad-Chronik war die erste reine Veteranenzeitschrift in Deutschland und von 1975 bis 1985 auch Mitteilungsorgan des Allgemeinen Schnauferl Clubs. Sie wurde 1985 aus wirtschaftlichen Gründen eingestellt. Im Schlusswort wies Schrader auf die bereits seit 1984 erscheinende Motor Klassik als inoffiziellen Nachfolger hin. Die Zeitschrift sei laut Schrader „Vor- und Leitbild für eine ganze Reihe von Oldtimer-Publikationen in Europa“ gewesen.
Viele bekannte Autoren schrieben für die Automobil- und Motorrad-Chronik, darunter Helmut Krackowizer, Ulrich Kubisch, Michael Sedgwick, Paul Simsa, Fritz B. Busch, Ernst Leverkus, Dirk-Michael Conradt und eben Halwart Schrader sowie Erwin Tragatsch.